# چیویتا دی بنیورجو

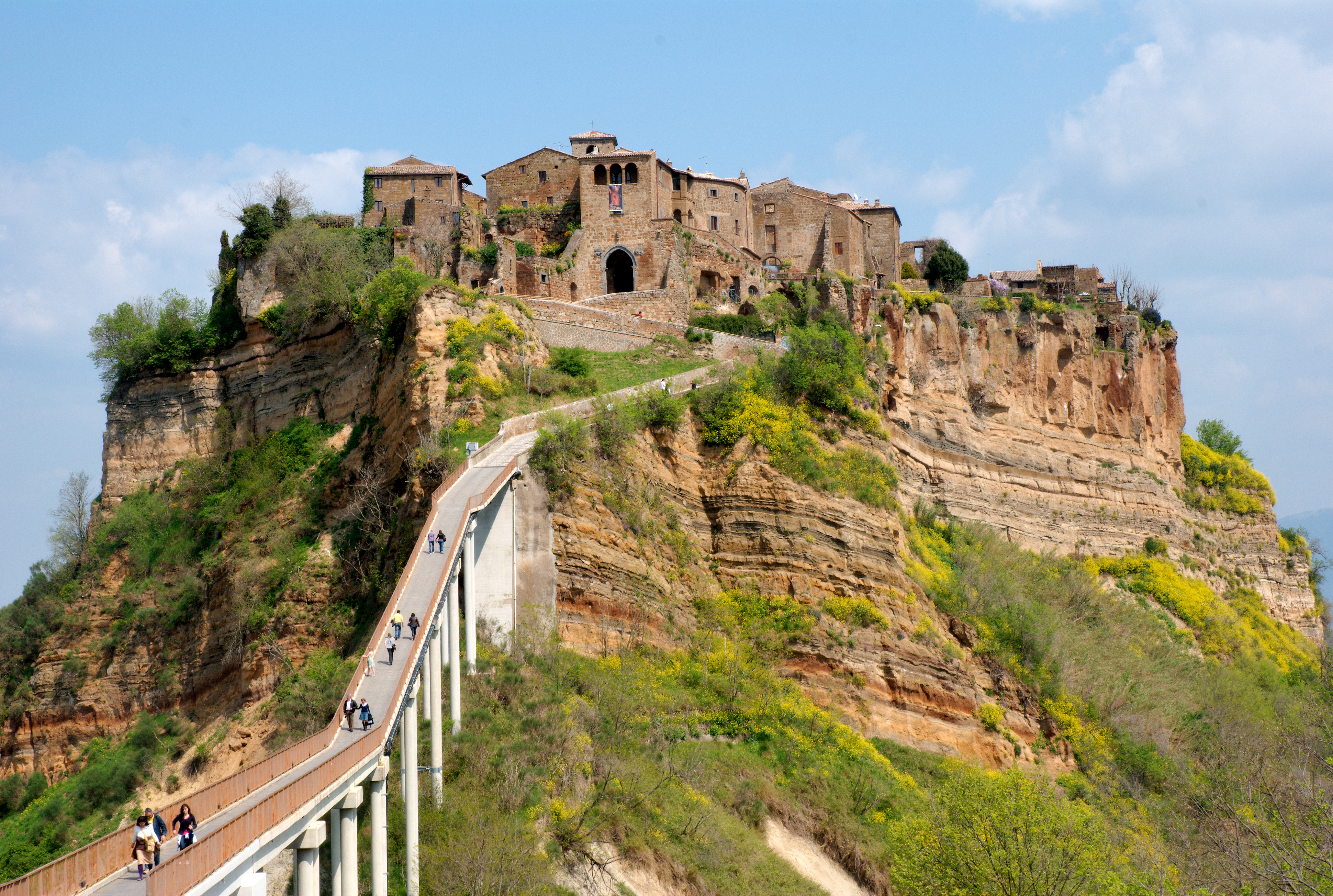
چیویتا دی بَنیورجو

چیویتا دی بَنیورجو شهری در استان ویتربو در مرکز ایتالیا، حومه کومونه بَنیورجو، ۱ کیلومتر (۰٫۶ مایل) شرق از آن و حدود ۱۲۰ کیلومتر (۷۵ مایل) شمال رم است. تنها راه دسترسی، یک پل عابر پیاده از شهر مجاور است. چیویتا دی بَنیورجو به دلیل پایه ناپایدارش که اغلب فرسایش می‌یابد و به شهر در حال مرگ معروف است.
مکان‌هایی وجود دارد که در آن اثر متقابل بین عوامل درون زا و عوامل ریخت‌زایی، مناظر مسحورکننده ای را ایجاد می‌کند، که در شرایط حساسی بین یک منبع محیطی یا یک خطر طبیعی معلق هستند. هنگامی که چنین مکان‌هایی نیز با حضور انسان مستقر شوند، تعامل نهایی کاملاً منحصر به فرد است. در ایتالیای مرکزی، رویدادهای ژئودینامیکی و آتشفشانی گذشته همراه با مدل‌سازی فرآیندهای برون‌زای جدیدتر، شکل‌های زمینی گسترده‌ای مانند فلات‌ها و مزاها را ایجاد کرده‌اند که در کل منطقه مشخص است و به مدت کوتاهی به مکان‌های برای سکونتگاه‌های انسانی و در مواقعی برای شهرهای تاریخی امن و قابل دفاع تبدیل شدند. مناظر حاصل، که در آن تغییرات انسانی در تضاد و همپوشانی با شکل‌های طبیعی است، ارزش یک منظر فرهنگی را به دست می‌آورد.

## تاریخ
این شهر بیش از ۲۵۰۰ سال پیش توسط تمدن اتروسک‌ها تأسیس شد. در گذشته پنج دروازه شهر برای دسترسی به شهر باستانی سیویتا وجود داشت، اما امروزه پورتا سانتا ماریا دروازه اصلی شهر است. همچنین می‌توان از دره بدلندز از طریق تونلی که در صخره حفاری شده‌است، وارد شهر سیویتا شد.